# تشوي مان-هي
تشوي مان-هي (هانغل: 최만희) هو لاعب كرة قدم كوري جنوبي في مركز الوسط، ولد في 21 أغسطس 1956 في غوانغجو في كوريا الجنوبية.